# Type 9407 SNCV
le type 9407 ou type Pieper est un type d'automotrice à transmission électromécanique pour tramway du système Pieper, construit par l'Énergie pour la Société nationale des chemins de fer vicinaux (SNCV) par la suite transformées en automotrices électriques.

## Histoire
Au cours des années 1900, l'ingénieur belge Henri Pieper développe un système de propulsion hybride thermique électrique pour l'automobile et les chemins de fer. Après un premier prototype sur base d'une motrice à deux essieux et un second prototype à bogies, la société Pieper construit un nouveau prototype à bogies en 1909 spécialement étudié pour la Société nationale des chemins de fer vicinaux (SNCV), il circule pour essai en 1910 sur les lignes de Bruxelles à Dilbeek puis de Rhode-Saint-Genèse Espinette Centrale à Waterloo et est ensuite envoyé pour essai en France sur le tramway de Saint-Germain à Poissy. À la suite de cet essai, la SNCV commande puis met en service huit automotrices basées sur ce prototype qu'elle met en service pour partie à partir du 8 janvier 1911 sur la ligne Rhode-Saint-Genèse Espinette Centrale - Waterloo tandis que quatre autres motrices assurent la desserte sur la ligne de Exposition de Charleroi de 1911 avant d'être envoyées sur la ligne Mons - Frameries,.
Elles sont mises hors service en 1915 du fait des pénuries de carburant, remises en service dans la période de l'après-guerre, elles sont en 1923 finalement transformées pour la traction électrique, la ligne de Waterloo étant totalement électrifiée.

## Caractéristiques

### Motorisation (d'origine système Pieper)
| Transmission      | électromécanique - Premier système Pieper type II                                                                                                   |
| ----------------- | --- |
| Moteur thermique  | benzol |
| Construction      | 4 cylindres |
| Puissance         | 66 kW (90 ch) à 950 tr/min |
| Moteur électrique | |
| Ensemble          | |
| Boite de vitesses | aucune |
| Agencement        | 1. Moteur à combustion interne (MCI) 2. Moteur électrique 3. Embrayages 4. batterie d'accumulateurs 5. Bogies 6. Essieu non moteur 7. Essieu moteur |
| Disposition       | Longitudinale sous la caisse |
| Transmission      | Par cardans à chaque essieu extérieur des bogies.                                                                                                   |